# Kante
Kante – niemiecki zespół rockowy założony w 1995 roku w Hamburgu. Przedstawiciel tzw. Hamburger Schule.

## Muzycy

### Obecni członkowie
- Peter Thiessen – śpiew, gitara
- Sebastian Vogel – perkusja, instrumenty perkusyjne
- Florian Dürrmann – gitara basowa
- Felix Müller – gitara, instrumenty perkusyjne, śpiew
- Thomas Leboeg – fortepian, keyboard, elektronika

### Byli członkowie
- Andreas Krane – gitara basowa, kontrabas
- Jens Vogt – keyboard

## Dyskografia

### Albumy
- Zwischen den Orten (1997)
- Zweilicht (2001)
- Zombi (2004)
- Die Tiere sind unruhig (2006)
- Kante Plays Rhythmus Berlin (2007)

### EP
- Kante / Waldorf & Statler (1993) (split z Waldorf & Statler)
- Redirections (1998)
- Im ersten Licht (revisited) (2001)
- Akustik Sessions (2006)

### Single
- „Heiligengeistfeld” (1997) (z Freewheelin' Knarf Rellöm)
- „Die Summe der einzelnen Teile” (2001)
- „Im ersten Licht” (2001)
- „Warmer Abend” (2004)
- „Zombi” (2004)
- „Die Wahrheit” (2006)
- „Ich hab's gesehen” (2006)